# 2013年世界田径锦标赛荷兰代表团
参加在 俄羅斯莫斯科举行的2013年世界田径锦标赛的荷兰代表团取得了一枚银牌和一枚铜牌，在奖牌榜上和澳大利亚、尼日利亚并列排第22名。

## 获得的奖牌
| 奖牌 | 运动员           | 项目         |
| ---- | ---------------- | ------------ |
| 銀牌 | Ignisious Gaisah | 男子跳远     |
| 銅牌 | Dafne Schippers  | 女子七项全能 |

## 引用
1. ↑  . 国际田联.   [2013-08-16]. （原始内容存档于2018-01-08）.（英文）